# Caterina Volpicelli

Caterina Volpicelli

Caterina Volpicelli (* 21. Januar 1839 in Neapel; † 28. Dezember 1894 ebenda) war eine italienische Ordensschwester und Gründerin der Dienerinnen des Heiligsten Herzens Jesu von Caterina Volpicelli (it.: Ancelle del Sacro Cuore di Caterina Volpicelli). Sie wurde von der katholischen Kirche heiliggesprochen.

## Geschichte
Ihre Familie gehörte dem gehobenen Bürgertum Neapels an. Ihre Schwester Clementina wurde Ehefrau des Marchese Imperiali, ihr Sohn war Guglielmo Imperiali di Francavilla.
Nachdem ihr das kontemplative Leben bei den Anbeterinnen des Heiligsten Sakraments (it.: Adoratrici del Santissimo Sacramento) nicht zusprach, nahm sie am Gebetsapostolat des Heiligsten Herzens Jesu teil. Das Gebetsapostolat blieb zeitlebens ihr spirituelles Leitbild. Durch P. Henri Ramière, den großen Förderer dieses Gebetsapostolates als Herausgeber der Monatszeitschrift Messager du Cœur de Jésus - Bulletin mensuel de L´Apostolat de la Prière (dt.: Sendbote des Herzens Jesu - Monatliches Mitteilungsblatt des Gebetsapostolates), knüpfte sie Kontakt zu den Oblatinnen des Heiligsten Herzens Jesu, die von Louise Thérèse de Montaignac de Chauvance gegründet wurden. Sie öffnete jedoch keine Niederlassung des französischen Instituts, sondern gründete auf Anraten des Kardinal-Erzbischofs von Neapel, Sisto Riario Sforza, im Jahr 1874 das Institut Dienerinnen des Heiligsten Herzens Jesu und am 3. März 1875 ein Noviziat. Am 20. Juni 1888 erhielt die Kongregation ein Decretum laudis. Die endgültige Approbation durch den Heiligen Stuhl erfolgte am 9. August 1902.
Catherina Volpicelli wurde am 29. April 2001 durch Papst Johannes Paul II. seliggesprochen. Am 26. April 2009 wurde sie durch Papst Benedikt XVI. heiliggesprochen. Ihr Gedenktag in der Liturgie ist der 28. Dezember.